# Portmore United FC
Portmore United Football Club – jamajski klub piłkarski z siedzibą w mieście Portmore leżącym w regionie Saint Catherine.

## Osiągnięcia
- Mistrz Jamajki (3): 1993, 2003, 2005
- Puchar Jamajki (4): 2000, 2003, 2005, 2007
- Puchar Mistrzostw Karaibów (CFU Club Championship): 2005

## Historia
Klub założony został pod nazwą Hazzard United Football Club, która obowiązywała do końca sezonu 2002/2003. Po tym sezonie klub przyjął obecną nazwę – Portmore United.